# Pihasoittajat

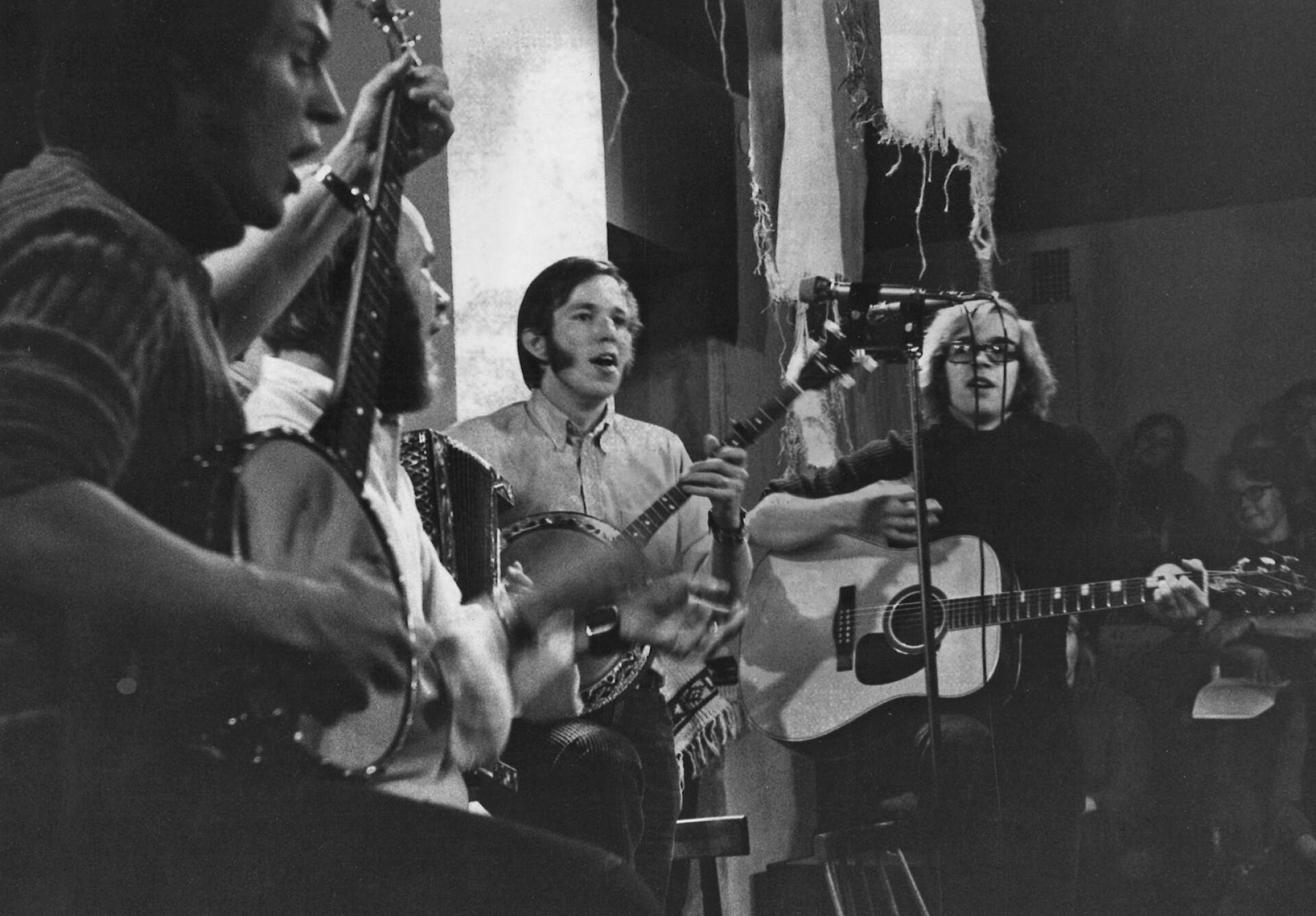
Pihasoittajat (1972)

Pihasoittajat ist eine finnische Folkband, die 1969 gegründet wurde.

## Leben und Wirken
Als Gewinner des finnischen Vorentscheids durfte die Gruppe beim Eurovision Song Contest 1975 für ihr Land teilnehmen. Mit dem Folksong Old Man Fiddle erreichten sie den siebten Platz.
1995 reformierte sich die Band nach einer 20-jährigen Pause, beendete ihre Tätigkeit aber im Jahr 2000 aufgrund des Todes von Sänger Hannu Karlsson.
Ab 2009 fanden vereinzelte Auftritte der Gruppe wieder statt.
Die Mitglieder sind/waren: Arja Karlsson (Gesang), Henrik Bergendahl (Gesang), Hannu Karlsson †(Gesang), Seppo Sillanpää (Geige), Kim Kuusi (Gitarre), Harry Lindahl (Mandoline).